# Octavio G. Barreda
Octavio G. Barreda (30 de noviembre de 1897-2 de enero de 1964) fue un poeta mexicano, crítico, ensayista, traductor, y promotor literario. Autor de Sonetos a la Virgen (1937) y obras de poesía hermética, fue un crítico y escritor de prosa aguda. Tradujo al español a T.S. Eliot, D.H. Lawrence y Saint-John Perse, y fue conocido por impulsar generosamente a nuevos escritores en las revistas  que funda: Letras de México (1937-1947) y El Hijo Pródigo (1943-1946).

## Biografía
Nace en 1897 en la Ciudad de México y por prescripción médica se muda a Guadalajara en 1959, donde sería un habitual del Café Apolo, localizado en la esquina de la avenida Juárez y la calle Galeana, en el centro de Guadalajara.

### Influencia
El crítico literario Emmanuel Carballo, en sus memorias, señala que de 1937 a 1945, Barreda "fue el presidente  de la república mexicana de las letras". El poeta mexicano Alí Chumacero escribió que Barreda: "supo aglutinar a escritores de diversas corrientes y tendencias. Era hombre culto y generoso. A nadie debo tanto en mi formación literaria como a él".